# ¡Viva la Pepa! (Mel i mató)
¡Viva la Pepa! (Mel i mató) és una pel·lícula de comèdia espanyola escrita i dirigida per Carles Balagué i Mazón que es va estrenar el 9 d'abril del 1982. Fou exhibida com a part de la secció informativa a la II edició de la Mostra de València.

## Sinopsi
Víctor és un executiu d'una empresa catalana que es dedica a fabricar preservatiu i marxa a Madrid amb la intenció de moure algunes influències al Ministeri d'Afers Exteriors d'Espanya per tal d'exportar el seu producte a la República Popular de la Xina. Tanmateix, i sense proposar-s'ho, acaba involucrat en la devolució a Espanya del quadre Guernica de Pau Picasso.

## Repartiment
- Carles Velat - Víctor
- Alicia Orozco - Silvia
- Ricard Borràs -Llobet
- Víctor Israel -Sr. Fortuny
- Jaume Sorribas - Policía
- Juan Torres - Andreu